# Campeonato Mundial de Halterofilismo de 2018 - Até 45 kg feminino
A categoria até 45 kg feminino foi um evento do Campeonato Mundial de Halterofilismo de 2018, disputado na Arena de Halterofilismo de Asgabade, em Asgabade, no Turquemenistão, no dia 2 de novembro de 2018. 

## Calendário
Horário local (UTC+5)
| Dia           | Horário | Fase    |
| ------------- | ------- | ------- |
| 2 de novembro | 17:25   | Grupo A |

## Medalhistas
| Evento    | Ouro                       | Ouro   | Prata                      | Prata  | Bronze                    | Bronze |
| --------- | -------------------------- | ------ | -------------------------- | ------ | ------------------------- | ------ |
| Arranque  | Chiraphan Nanthawong (THA) | 76 kg  | Ýulduz Jumabaýewa (TKM)    | 75 kg  | Alessandra Pagliaro (ITA) | 70 kg  |
| Arremesso | Ýulduz Jumabaýewa (TKM)    | 104 kg | Chiraphan Nanthawong (THA) | 95 kg  | Katherin Echandía (VEN)   | 90 kg  |
| Total     | Ýulduz Jumabaýewa (TKM)    | 179 kg | Chiraphan Nanthawong (THA) | 171 kg | Katherin Echandía (VEN)   | 157 kg |

## Recordes
Antes desta competição, o recorde mundial da prova era o seguinte:
| Recorde         | Tipo      | Atleta         | Peso   | Local | Data                  |
| Recorde Mundial | Arranque  | Padrão mundial | 85 kg  |       | 1 de novembro de 2018 |
| Recorde Mundial | Arremesso | Padrão mundial | 108 kg |       | 1 de novembro de 2018 |
| Recorde Mundial | Total     | Padrão mundial | 191 kg |       | 1 de novembro de 2018 |

## Resultado
Os resultados foram os seguintes. 
| Pos.              | Atleta                     | Grupo | Arranque (kg) | Arranque (kg) | Arranque (kg) | Arranque (kg)     | Arremesso (kg) | Arremesso (kg) | Arremesso (kg) | Arremesso (kg)    | Total |
| Pos.              | Atleta                     | Grupo | 1             | 2             | 3             | Resultado         | 1              | 2              | 3              | Resultado         | Total |
| ----------------- | -------------------------- | ----- | ------------- | ------------- | ------------- | ----------------- | -------------- | -------------- | -------------- | ----------------- | ----- |
| Medalha de ouro   | Ýulduz Jumabaýewa (TKM)    | A     | 75            | 79            | 79            | Medalha de prata  | 94             | 104            | 107            | Medalha de ouro   | 179   |
| Medalha de prata  | Chiraphan Nanthawong (THA) | A     | 76            | 79            | 79            | Medalha de ouro   | 95             | 100            | 104            | Medalha de prata  | 171   |
| Medalha de bronze | Katherin Echandía (VEN)    | A     | 67            | 71            | 71            | 5                 | 86             | 90             | 93             | Medalha de bronze | 157   |
| 4                 | Alessandra Pagliaro (ITA)  | A     | 70            | 72            | 72            | Medalha de bronze | 82             | 84             | 86             | 4                 | 156   |
| 5                 | Nguyễn Thị Thu Trang (VIE) | A     | 70            | 73            | 73            | 4                 | 78             | 81             | 83             | 6                 | 151   |
| 6                 | Daniela Pandova (BUL)      | A     | 55            | 55            | 60            | 6                 | 75             | 81             | 86             | 5                 | 141   |
| DSQ               | Thunya Sukcharoen (THA)    | A     | 77            | 80            | 82            | —                 | 96             | 100            | 106            | —                 | —     |